# 卡奇馬約區

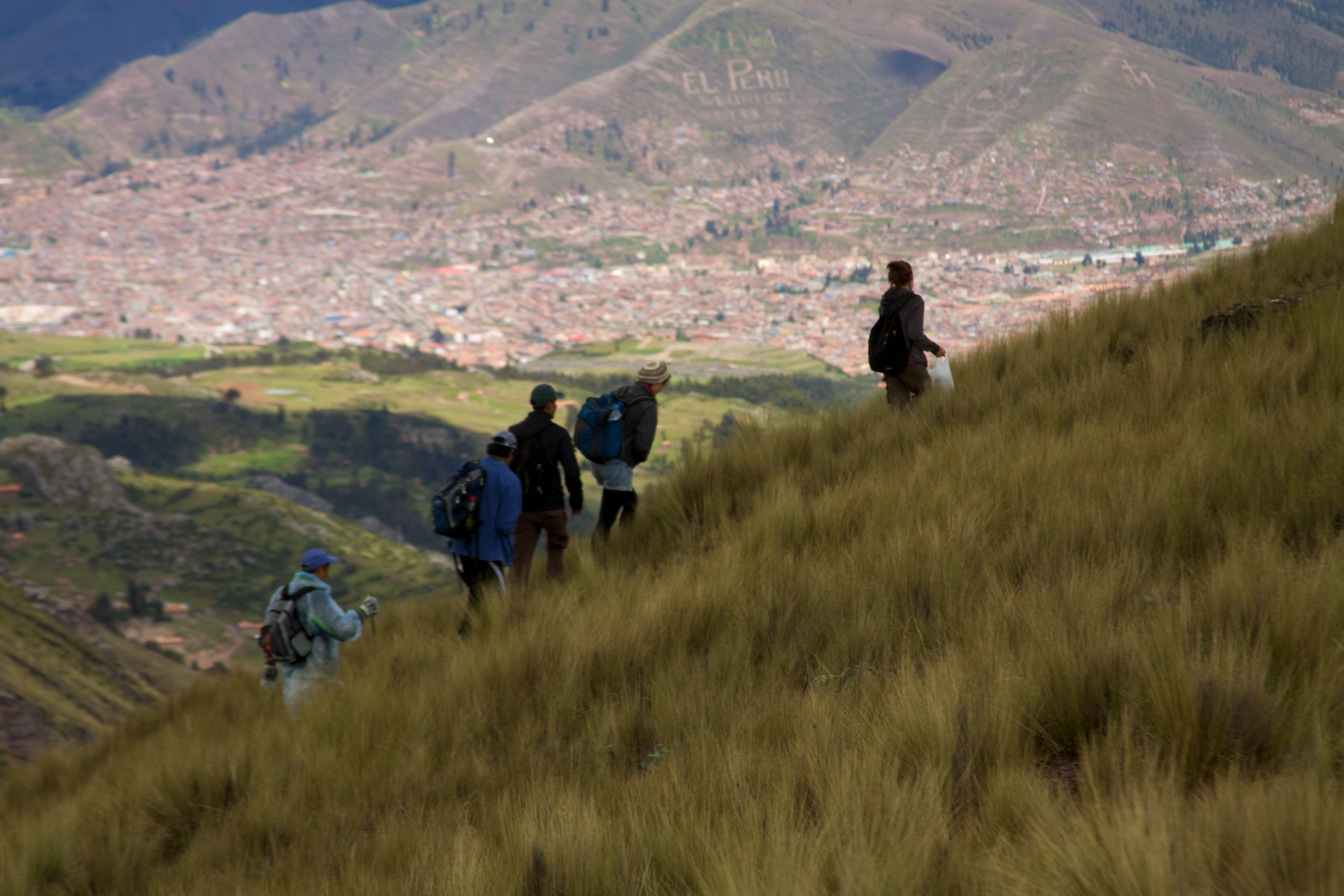

卡奇馬約區（西班牙語：Distrito de Cachimayo），是秘魯的一個區，位於該國南部庫斯科大區的安塔省，始建於1970年5月15日，面積43.28平方公里，海拔高度3,442米，2005年人口1,920，人口密度每平方公里44人。